# Ko Jong-soo
Ko Jong-soo (Yeosu, 30 oktober 1978) is een voormalig Zuid-Koreaans voetballer.

## Carrière
Ko Jong-soo speelde tussen 1996 en 2008 voor Suwon Samsung Bluewings, Kyoto Purple Sanga, Chunnam Dragons en Daejeon Citizen.

## Zuid-Koreaans voetbalelftal
Ko Jong-soo debuteerde in 1997 in het Zuid-Koreaans nationaal elftal en speelde 38 interlands, waarin hij 6 keer scoorde.